# Sforzacosta
Sforzacosta è una frazione del comune italiano di Macerata, nelle Marche.
Il centro abitato è situato a sud-ovest del capoluogo.

## Storia
Un componente della famiglia maceratese Costa - chiamato Sforza Antonio Costa come un suo avo di fine '500 -, tra le sue varie iniziative aprì, ai primi del '700, una "Hostaria" nel piccolo borgo già nato lungo la trafficata strada per Roma; il locale fu subito molto frequentato perché sede anche di una stazione di posta per il cambio dei cavalli. Un documento della seconda metà del 700 dove sono elencate le attività commerciali di Macerata, riporta questo locale, insieme ad altri sette, col la dicitura «Hostaria di Sforza Antonio Costa». La gente prese quindi a indicare il locale come l'«osteria di Sforza Costa» e la denominazione in breve identificò l'intero borgo contrariamente a quanto riportano le guide turistiche che attribuiscono il nome Sforzacosta alle due famiglie - gli Sforza e i Costa - che vi avrebbero avuto le loro dimore. In realtà nessuna famiglia Sforza abitò mai in quella zona (e neanche in Macerata) così non vi abitò la famiglia Costa che aveva solo delle proprietà terriere nelle vicinanze.
Nel territorio fu presente un campo di internamento per prigionieri inglesi, del quale rimangono strutture riutilizzate. Dopo l'8 settembre 1943 e l'occupazione tedesca, la struttura fu riconfigurato come uno dei campi di concentramento della Repubblica Sociale Italiana a raccogliere gli ebrei della provincia di Macerata. I primi ad arrivare furono i 58 ebrei che nel periodo 1940-43 erano stati accolti nel vicino campo di internamento di Urbisaglia, poi le 19 internate di Petriolo e le 50 internate di Pollenza. La maggior parte degli ebrei sarà trasferita a Fossoli e di lì ad Auschwitz. Il campo accolse anche antifascisti e giovani renitenti alla leva.

## Monumenti

### Architetture religiose
- Chiesa di San Giuseppe di Sforzacosta
- Chiesa di Sant'Andrea di Sforzacosta
- Chiesa di San Biagio

### Architetture civili
- Villa Boschetto Ricci (Villa Ricci / Villa Ciccolini)

## Fiera
- Fiera di San Giuseppe

## Infrastrutture e trasporti
Nella frazione è situata la stazione di Urbisaglia-Sforzacosta, a servizio anche del limitrofo comune di Urbisaglia.